# Фомичёв, Иван Алексеевич
Иван Алексеевич Фомичёв — советский партийный и государственный деятель.

## Биография
27.8.1938 — ? — председатель Приморского областного Суда.
В 1938 — исполняющий обязанности первого секретаря Приморского обкома ВКП(б).
Июнь-декабрь 1939 — председатель Организационного комитета Президиума Верховного Совета РСФСР по Приморскому краю.
? — 16.6.1948 — председатель Приморского краевого суда.